# History of Modern
History of Modern es el undécimo álbum de estudio de la banda británica de synth pop Orchestral Manoeuvres in the Dark (OMD), publicado el 20 de septiembre de 2010 por el sello 100% Records.

## Detalles
Fue el primer álbum del grupo una vez reconstituido por sus cuatro miembros originales tras su desbandada en 1989-1990, además del primero bajo el nombre OMD desde 1996.
El título fue ideado por Andy McCluskey después de asistir a una exposición de arte titulada «The History of Modernism», es decir, la Historia del Modernismo.
El álbum supuso el regreso de OMD a las formas de un álbum conceptual, con el tema epónimo, el cual se divide en dos partes. De hecho el álbum mismo, en su versión estándar de un solo disco compacto aparece dividido en dos «lados».

## Listado de canciones

### Edición en disco compacto
Aparece dividido en «dos lados», aunque en realidad es un solo disco.

| Lado A |                               |          |  |
| N.º    | Título                        | Duración |  |
| 1.     | «New Babies, New Toys»        | 3:52     |  |
| 2.     | «If You Want It»              | 4:45     |  |
| 3.     | «History of Modern (part I)»  | 4:41     |  |
| 4.     | «History of Modern (part II)» | 4:13     |  |
| 5.     | «Sometimes»                   | 3:45     |  |
| 6.     | «RFWK»                        | 3:46     |  |
| 7.     | «New Holy Ground»             | 3:41     |  |

| Lado B |                                          |          |  |
| N.º    | Título                                   | Duración |  |
| 8.     | «The Future, the Past and Forever After» | 4:51     |  |
| 9.     | «Sister Marie Says»                      | 4:00     |  |
| 10.    | «Pulse»                                  | 3:43     |  |
| 11.    | «Green»                                  | 4:16     |  |
| 12.    | «Bondage of Fate»                        | 4:06     |  |
| 13.    | «Right Side?»                            | 8:20     |  |

| Pista adicional en la edición estadounidense |           |          |  |
| N.º                                          | Título    | Duración |  |
| 14.                                          | «Save Me» | 3:56     |  |

## Créditos
- Andy McCluskey: vocalista y bajo eléctrico.
- Paul Humphreys: sintetizador principal.
- Malcolm Holmes: batería electrónica.
- Martin Cooper: sintetizador.